# Jan Morris
Jan Morris (Clevedon, 2 de octubre de 1926 – Pwllheli, 20 de noviembre de 2020) fue una historiadora, autora y escritora de viajes galesa. Se la conoce especialmente por su trilogía Pax Britannica (1968-1978), una historia del Imperio Británico, y por los retratos de ciudades, como Oxford, Venecia, Trieste, Hong Kong y Nueva York. Publicó con su nombre de nacimiento, James, hasta 1972, año en que se sometió a una cirugía de reasignación de género.
Formó parte de la expedición británica al Monte Everest de 1953, primera en alcanzar la cima de la montaña. Fue la única periodista que acompañó a la expedición, escalando con el equipo a un campamento a más de 6 km de distancia, lo que le hizo famosa tras anunciar el exitoso ascenso en The Times el 2 de junio de 1953, día de la coronación de Isabel II.

## Biografía
Nacida en Clevedon, Somerset, Inglaterra, de madre inglesa y padre galés, Morris formó parte del coro de la Christ Church Cathedral Oxford durante su internado en esta escuela. Tras educarse en Lancing College, regresó a la Christ Church (Oxford), como estudiante universitaria. A pesar de haber nacido y crecido en Inglaterra, Morris siempre se identificó como galesa. Formó parte del regimiento noveno de la Queen's Royal Lancers en las etapas finales de la Segunda Guerra Mundial. En 1945, durante la ocupación conjunta británico-estadounidense fue destinada al Territorio Libre de Trieste.

## Trayectoria
Después de la guerra, Morris trabajó para The Times. En 1953, ya como corresponsal de este periódico, acompañó a Edmund Hillary en la que sería la primera expedición en escalar el Monte Everest. Morris informó del éxito de Tenzing Norgay y Hillary en el mensaje codificado al periódico "Condiciones de nieve malas. base de avance abandonada ayer. esperando mejora". Por una feliz coincidencia la primicia fue publicada en The Times en la mañana de la coronación de Isabel II. El mensaje se interpretó inicialmente en el sentido de que Tom Bourdillon y Tenzing habían llegado a la cima -el error del primer nombre después fue corregido-. La llegada de la noticia a Londres el día de la coronación de la reina fue un gran logro ya que llegó de Namche Bazaar por mensajero.
En 1956, Morris informó desde Chipre sobre el conflicto de Suez para The Manchester Guardian, y aportó la primera "prueba irrefutable" de la connivencia entre Israel y Francia en la invasión del territorio egipcio. Los pilotos de la Fuerza Aérea francesa le confirmaron en una entrevista que habían apoyado las acciones de las fuerzas israelíes. En 1961 informó del juicio a Adolf Eichmann. Más tarde se opondría a la guerra de las Malvinas.

## Transición
En 1949, Morris se casó con Elizabeth Tuckniss, hija de un plantador de té. Tuvieron cinco hijos, entre ellos el poeta y músico Twm Morys. Vivieron en la aldea de Llanystumdwy, en el norte de Gales, durante más de cincuenta años (hasta la muerte de Morris en noviembre de 2020). Primero en su casa ancestral Plas Trefan y luego en Trefan Morys.
Morris comenzó su transición en 1964, siendo una de las primeras personas conocidas en hacerlo.
En 1972, viajó a Marruecos para someterse a una cirugía de reasignación de sexo, con el cirujano Georges Burou, ya que los médicos en Gran Bretaña se opusieron a la operación, a no ser que Morris y Tuckniss se divorciaran. Morris no estaba dispuesta a separarse en ese momento. Aunque más tarde se divorciaron, la pareja siempre permaneció junta y en mayo de 2008 se unieron legalmente y formalizaron una unión civil.
Morris detalló su transición en su obra Conundrum (1974). Fue el primer libro que escribió con su nombre, y una de las primeras autobiografías en las que se habla de una reasignación de género desde un punto de vista personal.
Morris murió el 20 de noviembre de 2020 en Ysbyty Bryln Berlyl (Bryn Berlyl Hospital) in Pwllheli (norte de Gales) a la edad de 94 años. Su muerte fue anunciada por su hijo Twm.

## Premios
Recibió el doctorado honoris causa de la Universidad de Gales y de la Universidad de Glamorgan. Era socia honoraria de la Christ Church de Oxford y miembro de la Royal Society of Literature. En 1996 recibió el Glyndŵr Award por la Contribución Excepcional a las Artes en Gales. Unos años más tarde, en el 1999 Birthday Honours, aceptó la Orden del Imperio Británico "por cortesía", ya que Morris era una republicana nacionalista galesa de corazón. En 2005 recibió el Golden PEN Award por "una Vida al Servicio de la Literatura". En enero de 2008, figuraba en el 15.º lugar en la lista del Times sobre los mejores escritores británicos desde la Guerra. Ha aparecido en la Lista Pinc de las principales figuras galesas LGBT. En 2018 ganó el Edward Stanford Outstanding Contribut to Travel Writing Award.
En una entrevista de la BBC con Michael Palin, en 2016, declaró que no le gustaba que la describieran como escritora de viajes, ya que sus libros no trataban sobre movimientos y viajes, sino de lugares y personas.

## Obra
Morris documentó su transición en el libro de memorias Conundrum, éxito de ventas en 1974, que se comparó con el de la pionera en transgénero Christine Jorgensen (Una autobiografía personal). Las memorias posteriores incluyeron Herstory y Pleasures of a Tangled Life. Fue autora de numerosos ensayos sobre viajes y publicó una colección de sus entradas en el diario con el título In My Mind's Eye, en 2019.
Entre los muchos libros que escribió sobre viajes, destacan los correspondientes a Venecia y Trieste. También es particularmente elogiada su trilogía Pax Britannica, sobre la historia del Imperio Británico. Su novela de 1985 Last Letters from Hav, un "relato de viaje imaginado y thriller político" fue preseleccionada para el Premio Booker de ese mismo año. Se prevé la publicación del segundo volumen de entradas del diario en 2021. También en este mismo año verá la luz un libro de reflexiones personales, titulado Allegorizings, escrito antes y después de la década de 2000, obra que ella decidió no publicar en vida. 

## Otras lecturas
- Derek Johns: Ariel: Una vida literaria de Jan Morris, Londres: Faber & Faber, 2016,ISBN 978-0-571-33163-5